# Gare d’Étampes
Gare d’Étampes vasútállomás és RER állomás Franciaországban, Étampes településen.

## Vasútvonalak
Az állomást az alábbi vasútvonalak érintik:
- Párizs–Bordeaux-vasútvonal
- Étampes-Beaune-la-Rolande-vasútvonal

## Kapcsolódó állomások
A vasútállomáshoz az alábbi állomások vannak a legközelebb:
- Gare de Guillerval (Gare de Bordeaux-Saint-Jean, Párizs–Bordeaux-vasútvonal)
- Gare d’Étréchy (Gare de Saint-Quentin-en-Yvelines - Montigny-le-Bretonneux, Gare de Versailles-Château-Rive-Gauche, RER C)
- Gare de Saint-Martin-d'Étampes (Gare de Saint-Martin-d'Étampes, Étampes-Beaune-la-Rolande-vasútvonal, RER C)

## Lásd még
- Franciaország vasútállomásainak listája
- A RER állomásainak listája